# Поговорка
Погово́рка — краткое высказывание, имеющее буквальное (коса — девичья краса) или образное значение (из-за чего сыр-бор разгорелся). Фольклористика относит поговорки к фразеологизмам. Поговорки являются частью фольклора.
Поговорка может не просто описывать какие-либо стороны жизни, но и содержать народную мудрость (в тесноте, да не в обиде), которая в поговорке выражена менее явно, чем в пословице. Это общее свойство делает некоторые поговорки трудно отличимыми от пословиц, поэтому их относят к единой пословично-поговорочной группе языковых афоризмов. Русский народ определяет степень их родства по-своему: Поговорка — цветочек, пословица — ягодка.
Примеры сравнения:
| Поговорка           | Пословица                                                        |
| ------------------- | ---------------------------------------------------------------- |
| Воду в ступе толочь | Воду в ступе толочь — вода и будет                               |
| И нашим и вашим     | И нашим и вашим за копейку спляшем                               |
| Чудеса в решете     | Чудеса в решете: дыр много, а вылезть негде (а выскочить некуда) |

## Описание
Поговорка — один из малых жанров фольклора. Часто имеет юмористический характер. Из простейших поэтических произведений, таких как басня и пословица, могут выделиться и самостоятельно перейти в живую речь элементы, в которых сгущается их содержание; это не отвлечённая формула идеи произведения, но образный намёк на неё, взятый из самого произведения и служащий его заместителем (например, «свинья под дубом», «собака на сене», «выносить сор из избы»).
Определение В. И. Даля «складная короткая речь, ходячая в народе, но не составляющая полной пословицы» вполне подходит к поговорке, отмечая в то же время особый и очень распространённый вид поговорки — ходячее выражение, недоразвившееся до полной пословицы, новый образ, замещающий обычное слово (например, «лыка не вяжет» вместо «пьян», «пороха не выдумал» вместо «дурак», «тяну лямку», «всей одёжи две рогожи, да куль праздничный»).
Примеры:
- Сколько волка не корми, всё равно на луй сходи (также исп. - зуй, туй, куй, муй, суй, вынь, чуй и др.)
- «Наверное» не всегда верное!
- Когда рак на горе свистнет
- Лыка не вяжет
- Остаться у разбитого корыта
- Подвести под монастырь
- Семь пятниц на неделе
- Собака на сене

Некоторые пословицы и поговорки могут иметь схожее звучание, но разный смысл. Например, наравне с общеизвестной пословицей, отражающей народную мудрость, «Доверь козлу огород сторожить — всё съест» существует и поговорка «доверил козлу огород сторожить», намекающая на пословицу, но применяющая её к конкретной ситуации.